# Z'EV
Z'EV, vlastním jménem Stefan Joel Weisser, (8. února 1951 – 16. prosince 2017) byl americký perkusionista a básník. Jedním z jeho učitelů byl jazzový bubeník Chuck Flores. V letech 1966 až 1969 hrál v jazzrockové kapele s Carlem Stonem a Jamesem Stewartem. Následně začal studovat na CalArts. V roce 1980 vystupoval jako předskokan kapely Bauhaus. Vydal řadu alb u ruzných vydavatelství, včetně Tzadik Records. Roku 2016 se vážně zranil při železniční nehodě nedaleko kansaského města Dodge City. Zemřel roku 2017 ve věku 66 let.